# Debreczeni Arany-Keresztes Lovagok Egyesülete
A Debreczeni Arany-Keresztes Lovagok Egyesülete (DAKLE) a középkori, klasszikus lovagi hagyományok követője és ápolója. Azzal a céllal hívták életre, hogy összefogja a korabeli Magyarország történelme, hadi- és udvari kultúrája iránt érdeklődőket. Bemutatóik alkalmával mindenki átélheti milyen is lehetett az élet egy lovag vagy egy udvarhölgy bőrében a 14. században. Műsoraik keretében a nézők láthatnak:
- gyalogos párviadalokat,
- hajítófegyver-, és íjász bemutatót,
- középkori táncokat,
- fegyver- és viseletbemutatót.

A műsorok végeztével pedig bárki megmérettetheti magát a lovagi hétpróbán, melyben ügyességi és fizikai erőt igénylő feladatok megoldásával nyerhető el a bajnoki cím. 
A DAKLE tevékenysége elismeréseként 2007-ben 3 vezetőségi tagját, 2008-ban pedig négy újabb egyesületi tagját a Nemzetközi Szent György Vitézei Lovagrend lovagjává avatta.

## Története
A Debreczeni Arany-Keresztes Lovagok Egyesülete (DAKLE) 2000-ben alakult elődszervezete feloszlásakor. Létrejötte után kisebb létszámban ugyan, de töretlen kitartással folytatta a munkát az új egyesület, aminek eredményeként 2001-ben ismét számos rendezvényen bemutatta be műsorát.
A megalakulás óta eltelt évek alatt az Egyesület folyamatosan fejlődött és ma már közel 30 állandó taggal működik, természetesen a közel 10 éve hagyományőrzéssel foglalkozó alapító tagokkal együtt.
Megalakulása óta rendszeresen kap meghívásokat az egyesület különböző helyi és országos rendezvényekre, falunapokra, várjátékokra. Így vett részt például Nagyszakácsiban a Mesterszakácsok versenyén, a Debreceni Borkarneválon, a Bocskai kastélyban Nagykerekiben. 2001 óta minden évben visszatérő résztvevője az egri Végvári Vigasságoknak, ahol 2002-ben első helyezést ért el a csapat a haditorna csoportok versenyén.
2006-ban a Nagyváradi Református Világtalálkozón, 2007-ben pedig a Sumeni Várjátékokon képviselte a DAKLE hazánkat.